# Enllumenat (vehicle)

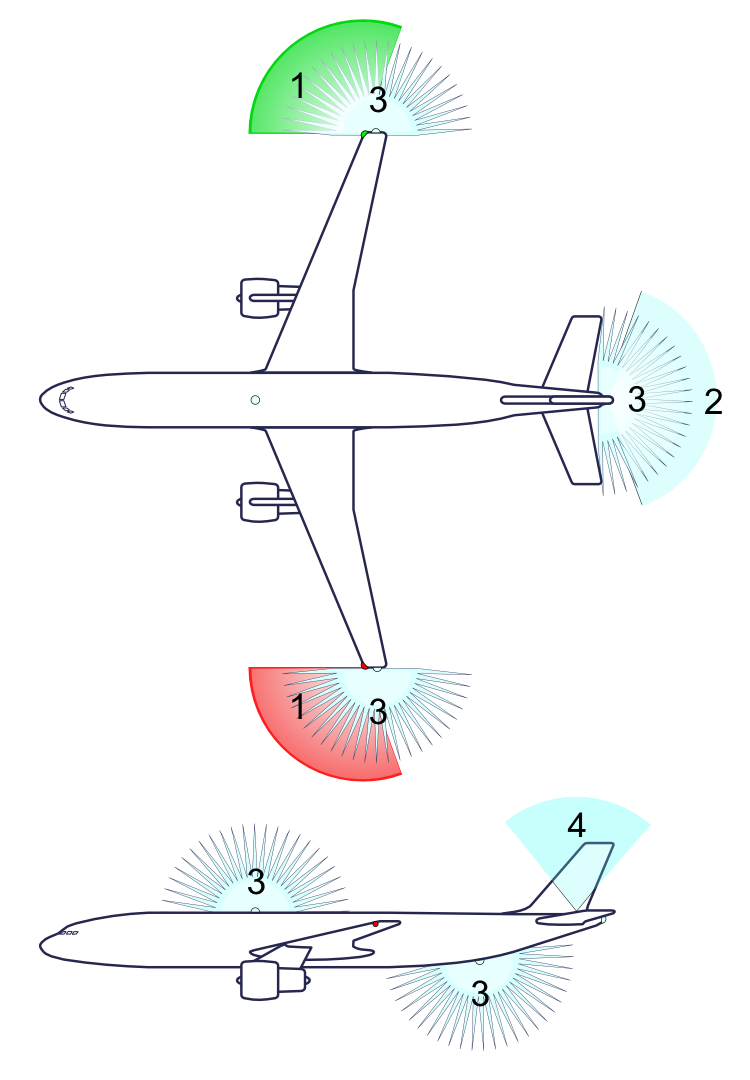
Exemple de les llums d'un avió

En un vehicle l'enllumenat té diverses funcions, entre les quals destacarem dues de molt principals la de veure-hi i la de ser vist, i per aquesta circumstància, i hi ha diverses classes d'il·luminació.
En vehicles automòbils estan regits pel Codi de Circulació, que en determina la quantitat i la manera de ser (blancs al davant, i grogues i vermelles al darrere). No s'ha d'oblidar la maquinària d'obra pública, tractors, i Transports especials, que porten llums giratòries per indicar el perill que comporta la seva circulació.
En trens també existeix una normativa segons el país per on circulin, però en general, porten fars blancs al davant, per ser vistos en passos a nivell i per veure el conductor. I un o dos llums vermells al darrere.
En vaixells, la normativa és internacional, i depèn molt del tipus de vaixell. Però hi ha dues llums que els porten tots, que són els llums verd i vermell senyalant el costat del vaixell (verd estribord i vermell babord).
Les aeronaus fan servir les mateixes llums per indicar el costat i una pila més per ser vistos incloses algunes intermitents o giratòries.

## Història

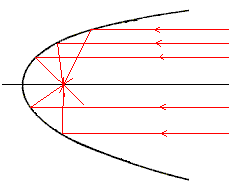
Recorregut del feix de llum en un mirall parabòlic

En temps dels carruatges, era necessari il·luminar el camí durant el viatge de nit, i per això es feien servir diversos tipus de llanternes que amplificaven i dirigien la llum que feien les flames de diversos agents: teies, llums d'oli,... Sistemes semblants els portaven els primers trens i automòbils, dels quals podríem resumir que servien més per ser vistos que no pas per veure-hi, i més quan amb el transcurs del temps les velocitats anaven augmentant.
Amb l'aparició de la bombeta d'incandescència inventada el 1878 per Thomas Alva Edison, les coses van millorar, ja que, finalment, va ser possible una potència lumínica inimaginable fins aleshores. Més tard han aparegut altres sistemes lumínics com els fars halògens, els de xenó, i per acabar, els díodes luminescents.

## Tipus d'il·luminació[3]
En tot vehicle s'ha de distingir diferents tipus d'il·luminació, que estan dirigides a diferents tasques concretes, així tindrem :
- Il·luminació de posició: Que majorment serveix per advertir als altres vehicles que són al costat seu de la seva presència. Llums de posició i de gàlib.

- Il·luminació de camí: Serà el conjunt de dispositius que permeten al conductor il·luminar i, per tant, conèixer el camí que està seguint. En l'automòbil s'inclouen en aquest apartat els fars davanters (llum de curt abast o curts, i llum llarga), junt amb altres fars auxiliars com els de boira o de conducció nocturna, estesos en altres països en vehicles TT, i vehicles de competició.

- Il·luminació de senyalització: Seran les llums que fem servir per indicar als altres vehicles les maniobres que volem o estem realitzant. Intermitents indicadors de gir, llum marxa endarrere i llums de frenada.

Sempre s'ha de remarcar que la situació i les característiques estan regides per una sèrie de reglaments estrictes com són el Codi de Circulació, la reglamentació marítima o la reglamentació Aeronàutica.

## Llums d'Incandescència

Distàncies il·luminades pels llums curts

La majoria de llums que es fan servir en un automòbil pertanyen a aquesta categoria i més si considerem que, al principi, el voltatge que es feia servir era de 6 V, passant per qüestions diverses a 12 V en automòbils i 24 V en altres aplicacions en general (el voltatge de maniobra elèctric està estandarditzat a 24 V)
La primera utilització d'aquesta llum, en l'automòbil, va ser com a far que, de manera senzilla, es podria definir com un mirall còncau que té la missió de concentrar el feix de llum per augmentar la potència lumínica i està protegit de l'exterior per un vidre amb un tallat especial que aconsegueix una petita difracció. Això, permet veure els objectes pròxims al vehicle. La funció de no enlluernar els conductors pròxims s'aconsegueix amb la il·luminació curta, que ve donada per un filament disposat dins d'una cassoleta que no permet la il·luminació alta; mentre que la il·luminació llarga es fa amb un filament l'aire i molt pròxim al focus geomètric, el qual dona una llum més profunda i circular.
A continuació es detallen les potències elèctriques més usuals en els automòbils:
- Llums de carretera: (Fars principals) doble filament 45/40 W Casquet E.

- Llums de posició: 5 W Casquet de baioneta. Poden incorporar llum de senyalització.

- Llums de senyalització: 21 W Casquet de baioneta. Poden incorporar llum de posició.

- Llums de plafó o tauler: 3 – 15 W Diverses ampolles i diversos casquets.

- Llums antiboira i llarg abast: 55 W diversos casquets un filament.

## Llums Halogens

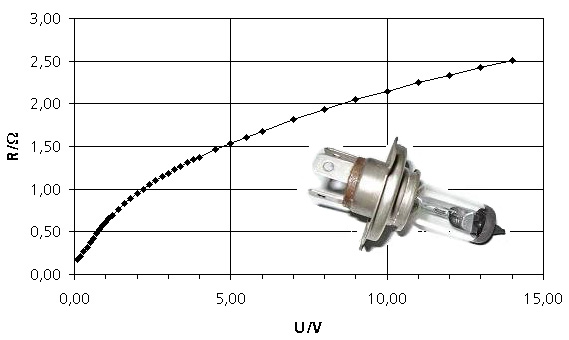
Bombeta halògena H4

Continuen sent d'incandescència, però les ampolles estan replenes d'un gas halogen com el iode el que permet elevar la temperatura del filament i per això s'aconsegueix més intensitat lumínica. Necessiten òptiques especials adequades per les majors temperatures en què treballen. Tenen l'avantatge que les bombetes no s'ennegreixen i, a la pràctica, mantenen la potència lumínica fins a la fi de la seva vida i, a més a més, són més duradors.
Llista de les bombetes halògenes:
- H1: D'ampolla tubular allargada amb casquet, filament longitudinal. D'ús principal en fars antiboira i de llarg abast.

- H2: Ampolla i filament com l'anterior però més curts i sense casquet, connexió per plaques. D'ús en fars auxiliars.

- H3: Similar a les anteriors pro amb el filament transversal. D'ús en fars auxiliars.

- H4: És la més utilitzada ampolla tubular allargada i de doble filament i casquet especial. Amb més potència que les normals, així tenim potències de 55/60 – 70/75 i 90/100 W. Existeixen amb doble ampolla, per quant es vol utilitzar llum groga.

- H5: És com la H4 pro amb casquet diferent.

És molt important remarcar que no es pot tocar, amb les mans nues, la superfície de l'ampolla, ja que el greix de les mans perjudica el vidre de l'ampolla, quan funciona la bombeta.

## Llums de Xenó
És un sistema completament nou, ja que, en aquest cas, es fa servir la descàrrega elèctrica dins d'un gas, una mica similar als fluorescents. Es tracta d'una ampolla plena del gas xenó i altres restes halògens, on hi ha dos elèctrodes de tungstè entre els quals salta un arc voltaic.
Per tant, funcionen amb uns sistemes electrònics que proveeixen d'alt voltatge (30.000 V) i alta freqüència (400 Hz) que, o bé van instal·lats en els fars o en un lloc pròxim, i com a avantatges principals se'n poden destacar: una major claredat nocturna, major il·luminació perifèrica i, sobretot, un menor consum - amb 35 W s'obté una il·luminació similar als 55 W-.
Com que tenen un cert retard en l'encesa (s'ha d'encebar l'arc), per aconseguir les dues il·luminacions (llarga i curta) porten un sistema electromecànic per a la commutació. Es tracta d'una cassoleta que moguda per un electroimant, obtura part del torrent lumínic.
Cal remarcar que a causa de les altes tensions i la sofisticació del sistema, és molt recomanable no manipular aquests llums, ja que podríem causar de manera fàcil el deteriorament de tot el conjunt.

## Llums de Díode

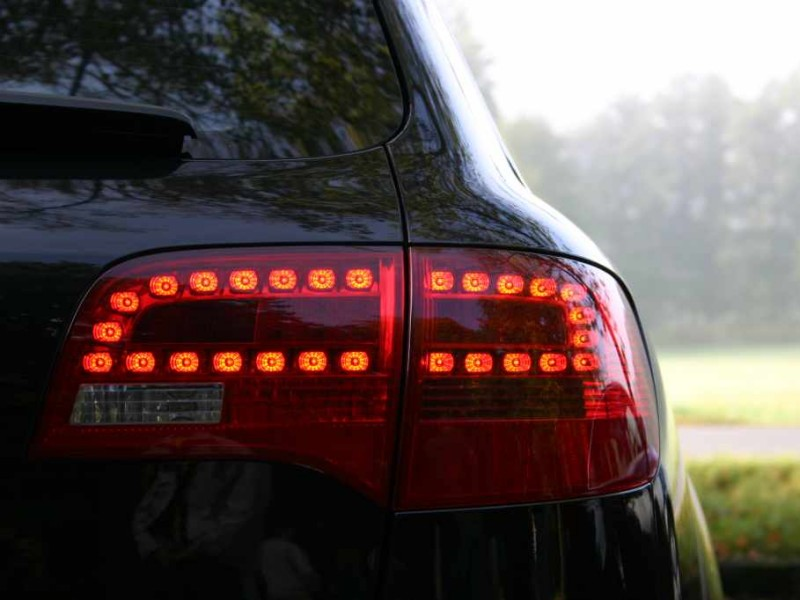
Exemple d'aplicació de la il·luminació amb díodes

En aquest cas s'aprofita la luminescència que es produeix en la zona d'unió de certs díodes. Aquest sistema es va començar a utilitzar amb llums de senyalització auxiliars, llums de frenada i de posició, però amb el desenvolupament de la tecnologia ja ha arribat als llums principals.
Amb el llançament del "Cadillac Escalade Platinum 2009" de General Motors, s'incorpora als llums de carretera, proporcionant una sèrie d'avantatges, respecte dels sistemes anteriors, que es podrien resumir en: vida il·limitada, mínim la del vehicle, baix consum i llum més pròxima a la natural.

## Vehicles no Automòbils

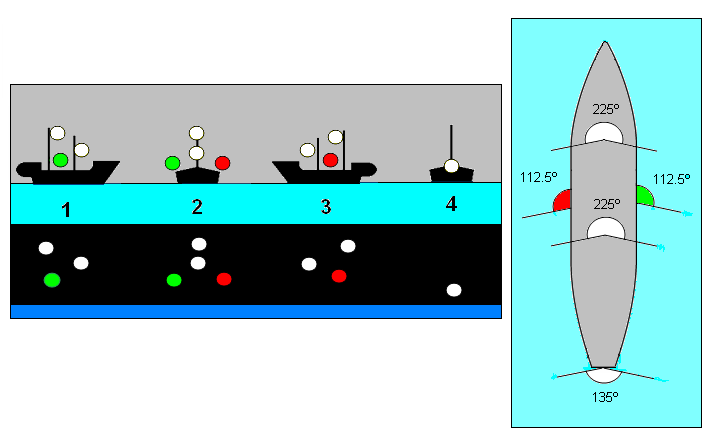
Esquema de situació dels llums d'un vaixell de més de 50 metres d'eslora i propulsió mecànica.
1 vist per estribord.
2 Vist per la proa.
3 vist per babord.
4 vist per la popa

Els fars davanters d'aquests vehicles, només s'han fet amb halògens, ja que la funció de conducció no és tan pròxima i moltes vegades és assistida per altres mètodes: radar en naus i aeronaus. No essent, així, necessàries tecnologies més sofisticades de la incandescència per a la missió de ser vistos.
Cal recordar el que diu el codi de circulació respecte a la circulació de bicicletes, en l'article 98 apartat 3: Les bicicletes, a més a més, estaran dotades dels elements refractaris que, degudament homologats, es determinen en el Reglament General de Vehicles. Quan sigui obligatori l'ús de l'enllumenat, els conductors de bicicletes portaran, a més a més, col·locada alguna peça refractant que permeti als conductors i altres usuaris distingir-los a una distància de 150 metres, si circulen per una via interurbana.